# Anna-Liisa Hirviluoto
Anna-Liisa Hirviluoto, född den 16 februari 1929 i Helsingfors, död den 23 april 2000 i Helsingfors, var en finländsk arkeolog som arbetade inom Museiverket och dess föregångare Arkeologiska kommissionen under 35 år.
Hon var dotter till officeren Simo Hirviluoto (tidigare Lång) och Martta Kasurinen. Hon utbildade sig först till lärare i historia, men blev 1957 kurator för den förhistoriska avdelningen i Arkeologiska kommissionen. När denna lades ned och Museiverket grundades 1972 övergick hon till den nya verksamheten.
Hirviluotos specialområde var utgrävningar av järnåldersmiljöer, exempelvis Korsbacka (Ristimäki) i S:t Karins, Egentliga Finland, 1962. Hon övervakade också vägprojekt i närheten av känsliga miljöer och arbetade med samverkan mellan arkeologer i Norden.

## Utmärkelser
- Riddartecknet av Finlands Vita Ros’ orden,  1984[1]

[Redigera Wikidata]